# Condado de Clay (Flórida)
O condado de Clay (em inglês:  Clay County) é um dos 67 condados do estado americano da Flórida. A sede do condado é Green Cove Springs e a localidade mais populosa é Orange Park. Foi fundado em 31 de dezembro de 1858.

## Geografia
De acordo com o United States Census Bureau, o condado possui uma área de 1 667 km², dos quais 1 565 km² estão cobertos por terra e 101 km² por água.

## Demografia
Segundo o censo nacional de 2010, o condado possui uma população de 190 865 habitantes e uma densidade populacional de 122 hab/km². Possui 75 478 residências, que resulta em uma densidade de 48,2 residências/km².
Das quatro localidades incorporadas no condado, Orange Park é a mais populosa e a mais densamente povoada, com 8 412 habitantes e densidade populacional de 897,2 hab/km². Penney Farms é a menos populosa, com 749 habitantes, ainda que, de 2000 para 2010, a sua população tenha crescido 29% e a de Orange Park reduzido em 7%. Apenas uma localidade possui população inferior a mil habitantes.